# Pierre-qui-vire (Longeville-sur-Mer)
Pour les articles homonymes, voir Pierre-qui-vire.
La Pierre-qui-Vire, appelée aussi menhir du Russelet, est un menhir situé à Longeville-sur-Mer, dans le département français de la Vendée.

## Description
Le menhir est constitué d'un bloc de grès local. Il mesure 3,80 m de hauteur. Il est entouré de plusieurs autres blocs de grès couchés au sol d'origine naturelle, dans lesquels l'abbé Baudry avait cru reconnaître en 1861 un demi-cercle de pierres.

## Folklore
Son nom de Pierre-qui-vire, lui viendrait, selon la légende, de l'habitude du bloc à tourner sur lui-même, à minuit selon une version, au premier chant du coq selon une autre version.
Selon la tradition, le site servait de lieu de rendez-vous aux sorciers et à des êtres fantastiques  appelés Garous et Garaches (loups-garous mâles et femelles).